# Pfordt (Schlitz)
Pfordt ist ein Stadtteil von Schlitz im mittelhessischen Vogelsbergkreis.

## Geographie
Der Ort liegt südöstlich von Schlitz an der Fulda. Südwestlich des Dorfes verläuft die Landesstraße 3143.

## Ortsgeschichte

### Mittelalter
Die angeblich älteste Erwähnung des Ortes ist eine Fälschung des fuldischen Mönchs Eberhard stammt nicht aus dem Jahr 852, sondern ist eine „Verunechtung“ aus der Zeit um 1160. Sie lautet: „... In Porta XVIII beneficia et territorium. In Slitse XVI hube lidorum. In Qekkaha II hube“ (In Pfordt 18 Wohltaten und Land. In Slitese XVI Litenhufen), in Queck 2 Huben. Wie die Fälschung findet sich auch die Ersterwähnung Pfordts im Codex Eberhardi. Diese Nennung in Eberhards Kopiar lautet: „De phorta selgelente“. Sie datiert auf die Zeit zwischen 1100 und 1150. Die Schreibweise des Ortsnamens wie in der vorgeblichen Ersterwähnung von 1150: „porta“ findet sich in einer dritten Erwähnung des Ortes im Codex Eberhardi, datiert um 1150: „... inter Portam et Ruhenbach“. (Zwischen Pfordt und Ruhenbach). Ein Kopiar aus dem 16. Jahrhundert beinhaltet eine Erwähnung des Ortes aus dem Jahre 1278: „... in villa Phorten.“ Hier wird erstmals die Siedlungsform villa genannt. Am 23. November 1395 wird ein Gut zu „phorte“ erwähnt: „... eyn virteil eyns guts vnd egker tzu phorte gelegen ...“ Hierbei handelte es um einen Verkauf des Geisaer Bürgers Konrad Dytwin und seiner Frau Else an den Fuldaer Abt Johann I. von Merlau für 75 Gulden. Der Verkauf betraf auch Güter in anderen Orten.
In einem Insert von 1483, datiert auf 1481, lautet der Eintrag: „... ein gudt zcu phort“.
Der Ortsname leitet sich vom mhd. „phorte“ = Tor, Engpass her. Da aber auch ein Bezug zu dem ahd. „phorta“ = Hafen möglich ist, Pfordt liegt an der Fulda, wird auf eine eindeutige Festlegung verzichtet.
Ein Salbuch von 1613 nennt „Pfordt.“

### Neuzeit
Die heutige Kirche wurde 1615 anstelle des vorreformatorischen Baus errichtet. 1894 kam der Kirchturm dazu.
Am 20. September 1578 versprach Hans von Schlitz, dem Eustachius von Schlitz, genannt von Görtz, die von ihm empfangenen Güter in Bernshausen, Fraurombach, Pfordt und Üllershausen wieder zurückzugeben, falls er es verlange.
Pfordt gehörte zur Herrschaft Schlitz. Hier galten die Schlitzer Verordnungen aus dem 18. Jahrhundert zusammen mit Teilen des Fuldischen Rechts als Partikularrecht. Das Gemeine Recht galt nur, soweit diese speziellen Regelungen für einen Sachverhalt keine Bestimmungen enthielten. Dieses Sonderrecht behielt seine Geltung auch während der Zugehörigkeit zum Großherzogtum Hessen im 19. Jahrhundert. In der gerichtlichen Praxis wurden die Verordnungen aber nur noch selten angewandt. Das Partikularrecht wurde zum 1. Januar 1900 von dem einheitlich im ganzen Deutschen Reich geltenden Bürgerlichen Gesetzbuch abgelöst.
Am 31. Dezember 1971 wurde Pfordt im Zuge der Gebietsreform in Hessen in die Stadt Schlitz eingegliedert.

## Politik
Ortsvorsteher ist Herbert Schlosser (Stand Mai 2021).

## Infrastruktur
Für die unter Denkmalschutz stehenden Gebäude des Ortes siehe die Liste der Kulturdenkmäler in Pfordt.
In Ortsnähe befinden sich zwei Freizeitseen. Am Fluss entlang verläuft der Fulda-Radweg, der BahnRadweg Hessen und die D-Route 9 (Weser-Romantische-Straße).